# Holocheilus
Holocheilus Cass., 1818 è un genere di piante angiosperme dicotiledoni della famiglia delle Asteraceae.

## Descrizione
Le specie di questo gruppo hanno un habitus erbaceo rosulato perenne. Sono prive di lattice.
Le foglie, poche, sono disposte in modo alternato e formano più o meno una rosetta basale. La lamina fogliare può avere delle dimensioni medie con bordi grossolanamente dentati, crenati oppure è intera, oppure è allargata e pennatosetta o grossolanamente lobata.
Le infiorescenze sono composte da capolini, piccoli o grandi ed eretti, raccolti in formazioni corimbose o cimose (raramente i capolini sono scaposi). I capolini, omogami, sono formati da un involucro a forma emisferica composto da brattee (o squame) all'interno delle quali un ricettacolo fa da base ai fiori. Le brattee, simili a foglie, disposte su una o due serie in modo embricato sono di vario tipo e consistenza. Il ricettacolo, glabro, è nudo (senza pagliette).
I fiori sono tetraciclici (a cinque verticilli: calice – corolla – androceo – gineceo) e in genere pentameri (ogni verticillo ha 5 elementi). I fior sono bilabiati, ermafroditi e fertili.
- Formula fiorale:

*/x K {\displaystyle \infty }, [C (5), A (5)], G 2 (infero), achenio
- Calice: i sepali del calice sono ridotti ad una coroncina di squame.
- Corolla: il labbro esterno della corolla consiste in un largo arto con tre corti denti apicali; quello interno ha due da medi a corti, talvolta arrotolati, lobi. Le corolle sono colorate di bianco.
- Androceo: l'androceo è formato da 5 stami con filamenti liberi e antere saldate in un manicotto circondante lo stilo.[9] Le antere in genere hanno una forma sagittata con lunghe appendici apicali intere-acute. Le teche sono calcarate (provviste di speroni) e provviste di code. Il polline normalmente è tricolporato a forma sferica (può essere microechinato).
- Gineceo: il gineceo ha un ovario uniloculare infero formato da due carpelli.[9] Lo stilo è unico e con due stigmi. Gli apici degli stigmi sono troncati e sono ricoperti da piccole papille o in qualche caso da peli penicillati. La base è allargata e glabra. L'ovulo è unico e anatropo.

I frutti sono degli acheni con pappo. La forma degli acheni è fusiforme; le pareti sono ricoperte da coste (raramente sono presenti dei rostri) e sono glabre (o eventualmente setolose). Il carpoforo (o carpopodium) è uno stretto anello o corto cilindro oppure è assente. Il pappo (raramente è assente) è formato da setole persistenti disposte su 2 serie (in alcuni casi sono uniseriate), sono barbate o piumose del tutto o a volte sono subpiumose solo apicalmente, ed è direttamente inserito nel pericarpo o connato in un anello parenchimatico posto sulla parte apicale dell'achenio.

## Biologia
- Impollinazione: l'impollinazione avviene tramite insetti (impollinazione entomogama tramite farfalle diurne e notturne).
- Riproduzione: la fecondazione avviene fondamentalmente tramite l'impollinazione dei fiori (vedi sopra).
- Dispersione: i semi (gli acheni) cadendo a terra sono successivamente dispersi soprattutto da insetti tipo formiche (disseminazione mirmecoria). In questo tipo di piante avviene anche un altro tipo di dispersione: zoocoria. Infatti gli uncini delle brattee dell'involucro si agganciano ai peli degli animali di passaggio disperdendo così anche su lunghe distanze i semi della pianta.

## Distribuzione e habitat
Le specie di questo gruppo sono distribuite in Sudamerica (Argentina, Bolivia, Brasile, Paraguay e Uruguay).

## Tassonomia
La famiglia di appartenenza di questa voce (Asteraceae o Compositae, nomen conservandum) probabilmente originaria del Sud America, è la più numerosa del mondo vegetale, comprende oltre 23.000 specie distribuite su 1.535 generi, oppure 22.750 specie e 1.530 generi secondo altre fonti (una delle checklist più aggiornata elenca fino a 1.679 generi). La famiglia attualmente (2021) è divisa in 16 sottofamiglie.

### Filogenesi
La sottofamiglia Mutisioideae, nell'ambito delle Asteraceae occupa una posizione "basale" (si è evoluta precocemente rispetto al resto della famiglia) ed è molto vicina alla sottofamiglia Stifftioideae. La tribù Nassauvieae con la tribù Mutisieae formano due "gruppi fratelli" ed entrambe rappresentano il "core" della sottofamiglia.
Il genere Holocheilus descritto da questa voce appartiene alla tribù Nassauvieae. In alcuni studi più recenti (2018) il genere di questa voce risulta appartenere ad un clade (interno alla tribù) formato dai generi Acourtia, Holocheilus, Nassauvia, Perezia e Triptilion.
I caratteri distintivi per le specie di questo genere sono:
- il portamento è erbaceo perenne scapiforme;
- l'involucro è formato da una-due serie di brattee;
- la corolla è bilabiata;
- i rami dello stilo sono incoronati apicalmente da papille.

Il numero cromosomico delle specie di questo genere è: 2n = 18, 22 e 36.

### Elenco specie
Questo genere comprende le seguenti 7 specie:
- Holocheilus brasiliensis (L.) Cabrera
- Holocheilus fabrisii  Cabrera
- Holocheilus hieracioides  (D.Don) Cabrera
- Holocheilus illustris  (Vell.) Cabrera
- Holocheilus monocephalus  Mondin
- Holocheilus pinnatifidus  (Less.) Cabrera
- Holocheilus schulzii  (Cabrera) Cabrera